# Демирчян, Овиг
Овиг Демирчян (греч. Χόβιγκ Ντεμιρτζιάν, англ. Hovig Demirjian, арм. Հովիկ Դեմիրճյան) — киприотский певец армянского происхождения, представитель Кипра на конкурсе песни «Евровидение-2017» в Киеве.

## Ранние годы
Овиг родился в 1989 году на Кипре. Изучал маркетинг и работал в офисе, но быстро отказался от этого, чтобы начать карьеру певца. Он научился играть на гитаре и фортепиано, а также изучал джаз и вокал. Его первым крупным достижением было 2-е место в музыкальном конкурсе в Ларнаке.
Свободно разговаривает на английском, армянском и греческом языках.

## Начало карьеры: X Factor
Овиг стал известен благодаря участию во втором сезоне греческой версии шоу «X Factor» в 2009 году, где он финишировал на седьмом месте. Он дважды пытался попасть на конкурс «Евровидение»: в 2010 году он участвовал в национальном отборе Кипра с песней «Goodbye», заняв в итоге 3-е место и в 2015 с песней «Stone in a River», заняв 4-е место.

## Евровидение-2017
21 октября 2016 года было объявлено, что Овиг будет представлять Кипр на 62-м конкурсе песни «Евровидение», которое пройдёт в Киеве в 2017 году, с песней «Gravity». В финале Овиг занял лишь 21 место из 26.

## Синглы
- 2010: «Goodbye»
- 2012: «Mystika»
- 2015: «Stone in a River»
- 2017: «Gravity»